# 熊野町 (板橋区)
熊野町（くまのちょう）は、東京都板橋区の町名。丁目の設定がない単独町名である。全域で住居表示が実施されている。

## 地理
東京都板橋区の最東端に位置する。北で大山金井町、東で豊島区池袋本町、南西は中丸町と隣接する。町域東部を首都高速道路が南北に走り、南辺を国道が東西に走る。　

## 歴史
当該エリアは1871年（明治4年）11月14日に浦和県（現埼玉県）から東京府に編入された。1889年には板橋町の一部分となり、1932年からは板橋区の一部となった。1958年に板橋区板橋町2～4丁目から熊野町が成立。1971年（昭和46年）に住居表示が実施された。
2022年（令和4年）、熊野町交差点（国道254号と山手通りが交差）で人身事故が年間19件発生。人身事故が発生した交差点では全国一位の数となった。

### 地名の由来
町域にある熊野神社に由来する。

## 世帯数と人口
2025年（令和7年）3月1日現在（板橋区発表）の世帯数と人口は以下の通りである。
- 世帯数 : 2,998世帯
- 人口 : 4,673人

### 人口の変遷
国勢調査による人口の推移。
| 年                 | 人口  |
| ------------------ | ----- |
| 1995年（平成7年）  | 3,224 |
| 2000年（平成12年） | 3,501 |
| 2005年（平成17年） | 3,727 |
| 2010年（平成22年） | 3,798 |
| 2015年（平成27年） | 4,128 |
| 2020年（令和2年）  | 4,643 |

### 世帯数の変遷
国勢調査による世帯数の推移。
| 年                 | 世帯数 |
| ------------------ | ------ |
| 1995年（平成7年）  | 1,559  |
| 2000年（平成12年） | 1,811  |
| 2005年（平成17年） | 1,929  |
| 2010年（平成22年） | 2,136  |
| 2015年（平成27年） | 2,294  |
| 2020年（令和2年）  | 2,792  |

## 学区
区立小・中学校に通う場合、学区は以下の通りとなる（2021年8月時点）。
- 区域 : 全域
  - 小学校 : 板橋区立板橋第七小学校
  - 中学校 : 板橋区立板橋第一中学校

## 事業所
2021年（令和3年）現在の経済センサス調査による事業所数と従業員数は以下の通りである。
- 事業所数 : 149事業所
- 従業員数 : 1,513人

### 事業者数の変遷
経済センサスによる事業所数の推移。
| 年                 | 事業者数 |
| ------------------ | -------- |
| 2016年（平成28年） | 160      |
| 2021年（令和3年）  | 149      |

### 従業員数の変遷
経済センサスによる従業員数の推移。
| 年                 | 従業員数 |
| ------------------ | -------- |
| 2016年（平成28年） | 1,519    |
| 2021年（令和3年）  | 1,513    |

## 交通

### 鉄道
町域に駅は存在しないが、以下の路線・駅が利用可能である。
- 東武鉄道
  - 東武東上線：大山駅（大山町および大山東町）

### バス
- 国際興業バス　※出入庫に伴う区間運行系統は省略。
  - 中丸町坂上：赤51　西が丘経由赤羽駅西口行き・サンシャインシティ経由池袋駅東口行き、光02　光が丘駅行き・サンシャインシティ経由池袋駅東口行き、池55　小茂根五丁目行き・サンシャインシティ経由池袋駅東口行き
  - 熊野町：赤51　西が丘経由赤羽駅西口行き・サンシャインシティ経由池袋駅東口行き、光02　光が丘駅行き・サンシャインシティ経由池袋駅東口行き、池55　小茂根五丁目行き・サンシャインシティ経由池袋駅東口行き、池02　池袋駅西口始発熊野町循環、池04　池袋駅西口始発中丸町循環（平日6便のみ運転、土休日運休）
    - 池20系統（池袋駅西口－高島平操車場）および池21系統（池袋駅西口－舟渡町－高島平駅）の熊野町停留所は、運転上の安全確保のため2016年3月15日限りで廃止された。

### 道路
- 国道254号（川越街道）
- 東京都道317号環状六号線（山手通り）
- 熊野町ジャンクション（首都高速5号池袋線、首都高速中央環状新宿線）

## その他

### 日本郵便
- 郵便番号 : 173-0025[3]（集配局 : 板橋郵便局[16]）。